# Луперкалии
Луперка́лии (лат. Lupercalia от lupus — «волк») — один из древнейших римских праздников, пастушеский праздник очищения и плодородия в честь бога Луперка (лат. Lupercus), который отождествлялся с Фавном.

## Описание

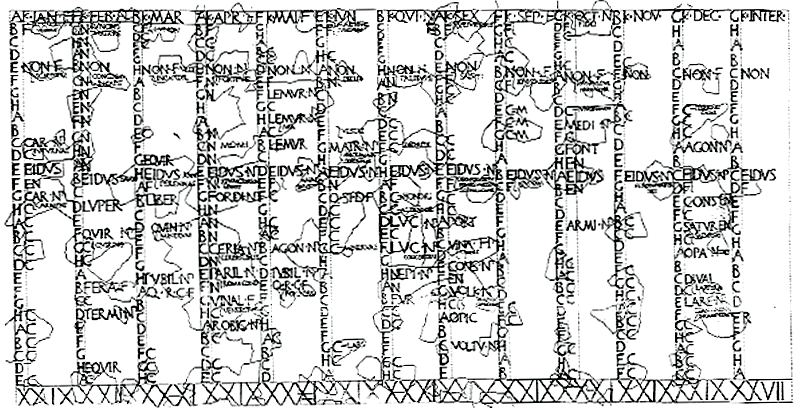
Римский календарь периода 84—55 гг. до н. э. с отмеченной датой луперкалий

Согласно Овидию, фестиваль проводился ежегодно в третий день после февральских ид (то есть, 15 февраля по юлианскому календарю) в пещере Луперкал у подножия Палатинского холма, где, по преданию, волчица выкормила Ромула и Рема, основателей Рима. Жрецы Луперка из патрицианской молодежи, называемые луперками, собирались в этом гроте, где на специальном алтаре приносили в жертву молодых коз и собак. Один из луперков прикасался смоченным в крови жертв клинком ко лбам двоих знатных юношей. Другие жрецы стирали кровавые отметины шерстью, смоченной молоком, после чего юноши должны были рассмеяться. Затем следовала ритуальная трапеза, по окончании которой луперки разрезали шкуры жертвенных козлов. Обнажившись и прикрыв бёдра козлиной шкурой, что символизировало облик божества, они бегали по городу и стегали встречных кусками шкур. Женщины охотно подставляли тела под удары, так как считалось, что удар луперка дарует им плодовитость и лёгкие роды.
Одной из культовых функций Луперкалий было отвращение от стад волков. Возможно, Луперк представляет собой реликт древнего культа волка, позднее слившегося с поклонением Фавну. Некоторые источники возводят Луперкалии к древнегреческому богу Пану, приписывая их учреждение легендарному Эвандру. Леонард Шмиц объяснял эту версию спекуляцией греческих писателей (заинтересованных в отождествлении римских богов с греческими) и их последователей из числа римлян; а также очень грубым характером церемонии, явно происходящей из глубокой древности.
В 496 году папа Геласий I осудил обряды Луперкалий как пережитки язычества и предложил их запретить. Против запрета выступил сенатор-христианин Андромах, который считал Луперкалии важной римской традицией и интерпретировал акты бичевания как символ победы над плотью и освобождения от греха.
Со временем празднование Дня святого Валентина как дня влюблённых заменило Луперкалии.

## В античной литературе
Подробное описание Луперкалий дано в «Фастах» Овидия. Луперкалии также упоминаются в «Сравнительных жизнеописаниях» Плутарха.